# رعاش
الرعاش هو حركة لا إرادية متواترة إلى حد ما بسبب تقلص العضلات، ويتضمن حدوث استرخاء وحركات، ذهابا وايابا (تذبذبات أو وخز) في جزء واحد من الجسد أو أكثر.
ويعد الأكثر شيوعا من جميع الحركات اللاإرادية ويمكن أن يؤثر على اليدين والذراعين والعينين والوجه والرأس والاحبال الصوتية، والجذع والساقين. لكن معظم الرعاش الملاحظ يحدث في اليدين.
أما عند بعض الناس، فالرعاش يعد دليل أو عرض من أعراض اضطرابات عصبية أخرى.
وهناك نوع شائع جدا من الرعاش هو اصطكاك الأسنان، والمسبب له عادة درجات الحرارة الباردة أو الخوف.

## الأسباب
الرعاش يمكن ان يكون أعراض لاضطرابات مرتبطة بتلك الأجزاء من الدماغ التي تتحكم بالعضلات في جميع أنحاء الجسم أو في مناطق معينة، مثل اليدين.
أو قد تكون اضطرابات عصبية أو الظروف التي يمكن ان تنتج الرعاش قد تكون بسبب التصلب المتعدد والسكتة الدماغية المتعددة، وإصابات الدماغ، أو مرض مزمن في الكلى وعدد من أمراض الأعصاب الذي يسبب ضرر أو تدمير أجزاء من الدماغ أو المخيخ، ومرض باركنسون هو واحد من الأمراض التي تكون في أغلب الأحيان مرتبطة بالرعاش.
ومن الأسباب الأخرى تشمل استخدام العقاقير (مثل الأمفيتامينات، القشرية، والكافيين، مثبطات السيروتونين)، وإدمان الكحول أو الانسحاب، التسمم بالزئبق، وعند الرضع مع البول فينايلكيتونوريا، والغدة الدرقية أو الفشل الكبدي.
قد تتضمن الخصائص: الارتجاف في اليدين، الذراعين، الرأس أو الساقين، ارتجاف في الصوت، صعوبة في الكتابة أو الرسم، أو مشاكل في حمل والسيطرة على الأواني كالشوكة مثلاً. بعض حالات الرعاش قد تبدأ أو تزيد عند فترات الضغط والعواطف القوية، عنما يكون الشخص منهكاً جسدياً أو خلال بعض المواقف والحركات.